# NGC 311
NGC 311 là một thiên hà dạng hạt đậu trong chòm sao Song Ngư. Nó được phát hiện vào ngày 18 tháng 9 năm 1828 bởi John Herschel.